# Lista de ilhas de Pernambuco

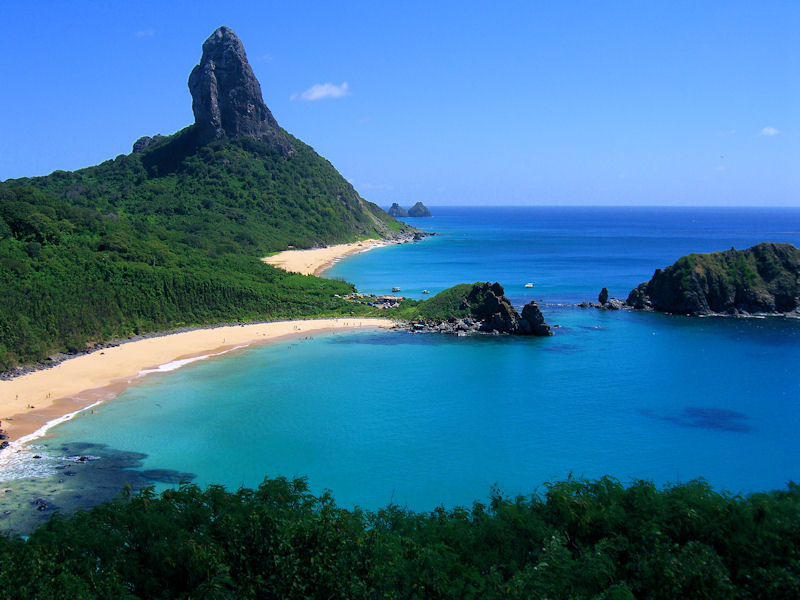
Fernando de Noronha

Lista de ilhas do Estado de Pernambuco, Brasil: 
Oceânicas
- Arquipélago de Fernando de Noronha
- Arquipélago de São Pedro e São Paulo

Costeiras
- Ilha do Amor
- Ilha de Antônio Vaz
- Ilha do Recife
- Ilha de Itapessoca
- Ilha de Santo Aleixo
- Ilha de Itamaracá
- Ilhota da Coroa do Avião
- Ilha de Ipojuca

Fluviais
- Ilha de Deus
- Ilha da Assunção
- Ilha do Massangano